# Fiesta Nacional de Francia
La Fiesta nacional de Francia, celebrada el 14 de julio, es un día festivo en Francia. Fue instituida en 1880 por la ley Raspail, sin especificar si conmemoraba la toma de la Bastilla del 14 de julio de 1789, símbolo del fin de la monarquía absoluta, o la Fiesta de la Federación del mismo día de 1790, símbolo de la unión de la nación francesa. La segunda conmemoración permitía obtener el apoyo de los republicanos moderados para los que la toma de la Bastilla era un acontecimiento demasiado violento.

## Historia

### Fiestas nacionales antes de 1880

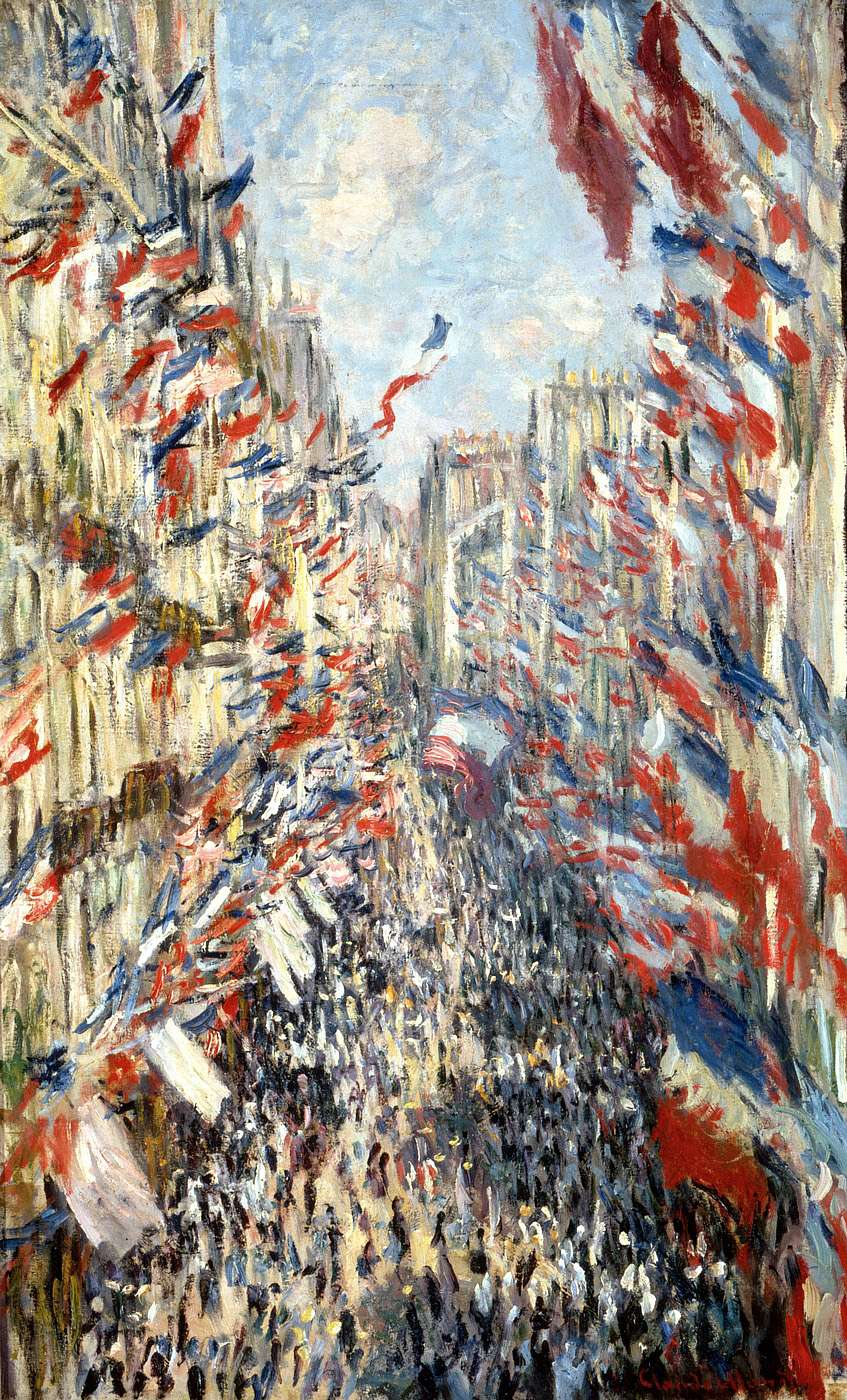
La Rue Montorgueil, fiesta nacional del 30 de junio de 1878, por Claude Monet.

La toma de la Bastilla.

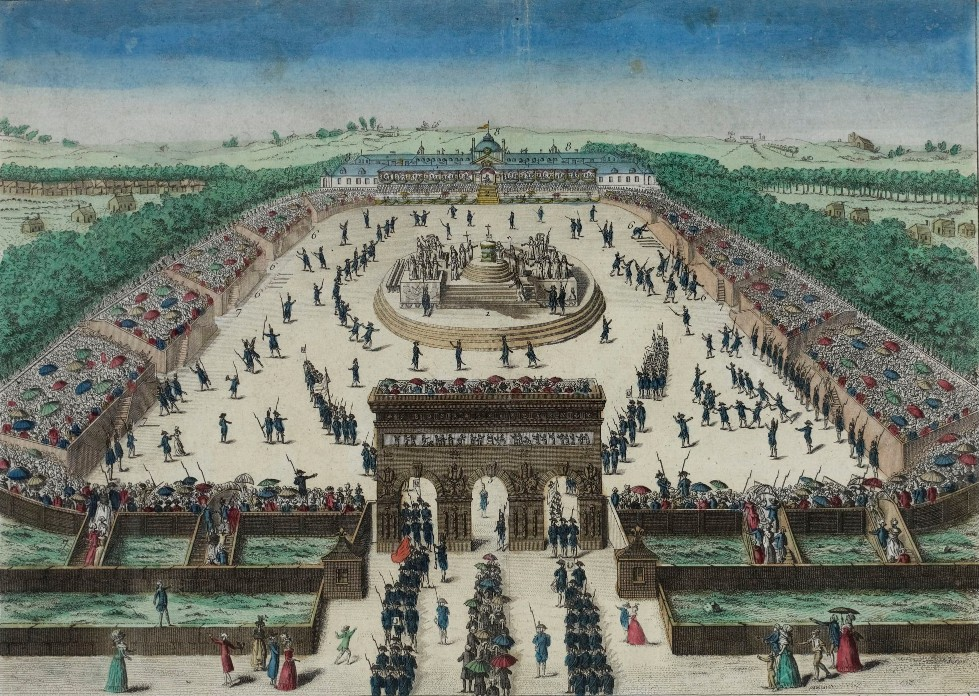
La Fiesta de la Federación, el 14 de julio de 1790 en el Campo de Marte (Museo de la Revolución francesa).

El 14 de julio de 1790 tuvo lugar la Fiesta de la Federación, una de las numerosas fiestas revolucionarias.
Desde 1793 hasta 1803 se celebró la «fiesta de la fundación de la República» el 1 de vendimiario de cada año. También se dejó entonces de celebrar el día de san Luis en honor del rey. El decreto del 19 de febrero de 1806 instituyó la fiesta nacional de Saint-Napoléon el 15 de agosto, mientras que el 14 de julio, fiesta subversiva, no se celebró desde 1804 hasta 1848 salvo en reuniones clandestinas.
En 1849 se celebró una fiesta nacional el 4 de mayo, aniversario de la proclamación o ratificación de la República por la Asamblea Nacional Constituyente de la Segunda República Francesa. Sin embargo, a partir de 1852, Napoleón III restauró la Saint-Napoléon.
Tras la guerra franco-prusiana de 1870, la fiesta se convirtió en nacionalista, y se empezó a dar una gran importancia al desfile militar.
En 1878 tuvo lugar una fiesta nacional el 30 de junio, durante la Exposición Universal de 1878, que fue inmortalizada por varios cuadros de Claude Monet (La Rue Montorgueil à Paris, fête du 30 juin 1878) y de Édouard Manet (La Rue Mosnier aux drapeaux).

### Instauración como fiesta nacional
En 1879, la naciente Tercera República estaba buscando una fecha para instaurar una fiesta nacional y republicana. Después de que se consideraran varias fechas, el diputado Benjamin Raspail presentó el 21 de mayo de 1880 un proyecto de ley para adoptar el 14 de julio como día de la fiesta nacional anual. Pese a que el 14 de julio de 1789 (toma de la Bastilla) fue considerado por algunos parlamentarios un día demasiado sangriento, la Fiesta de la Federación del 14 de julio de 1790 permitió alcanzar un consenso. De esta manera, esta fecha «de doble sentido» permitió unir a todos los republicanos.
La ley, firmada por sesenta y cuatro diputados, fue adoptada por la Asamblea Nacional el 8 de junio y por el Senado el 29 de junio. Fue promulgada el 6 de julio de 1880 y en su artículo único indicaba simplemente que «La República adopta el 14 de julio como día de la fiesta nacional anual», sin indicar cuál es el suceso que pretendía conmemorar.
El informe de la sesión del Senado del 29 de junio de 1880, en la que se aprobó el establecimiento de esta fiesta nacional, arroja luz sobre el debate subyacente sobre el evento que debe conmemorar el 14 de julio:

El ponente (Henri Martin).– El 14 de julio de 1789 hubo derramamiento de sangre y algunos actos deplorables, pero ¡ay! en todos los grandes acontecimientos de la historia, los progresos se han conseguido hasta ahora con mucho dolor, con mucha sangre. Esperemos que no siga siendo así en el futuro («¡muy bien!» a la izquierda, interrupciones a la derecha).

A la derecha.– ¡Sí, esperemos!
M. Hervé de Saisy.– ¡No estamos muy seguros!
El ponente.– Tenemos el derecho de esperarlo. Pero no olvidéis que, tras este 14 de julio de 1789, cuando la victoria de la nueva época sobre el antiguo régimen se consiguió por medio de una lucha armada, tuvo lugar el día del 14 de julio de 1790 («¡muy bien!» a la izquierda). A este día no le reprocharéis que se derramara una sola gota de sangre, ni que hiciera estallar la división en ningún grado en el país. Esa fecha fue la consagración de la unidad de Francia. Sí, consagró lo que la antigua monarquía había preparado. La antigua monarquía había hecho, por así decirlo, el cuerpo de Francia, y no lo hemos olvidado; ese día, el 14 de julio de 1790, la Revolución hizo, no quiero decir el alma de Francia –solo Dios ha hecho el alma de Francia–, pero la Revolución dio a Francia conciencia de ella misma («¡muy bien!» a la izquierda); la reveló su alma.

Un poco después, el informe del Senado previo a la adopción de la proposición de ley, hacía también referencia al 14 de julio de 1790:

Pero, a aquellos de nuestros colegas a los que los recuerdos trágicos hicieran dudar, les recordamos que al 14 de julio de 1789, ese 14 de julio en el que se produjo la toma de la Bastilla, siguió otro 14 de julio, el de 1790, que consagró al primero mediante la adhesión de toda Francia, por iniciativa de Burdeos y de la Bretaña. Por este segundo 14 de julio, que no costó ni una gota de sangre ni una lágrima, este día de la Gran Federación, esperamos que ninguno de ustedes rechazará unirse a nosotros para renovarlo y perpetuarlo como símbolo de la unión fraternal de todas las partes de Francia y de todos los ciudadanos franceses en libertad e igualdad. El 14 de julio de 1790 es el día más bonito de la historia de Francia, y quizá de toda la historia. Fue en este día cuando se consumó finalmente la unidad nacional, preparada por los esfuerzos de tantas generaciones y tantos grandes hombres, a los cuales la posteridad guarda un recuerdo agradecido. Ese día, federación significó unidad voluntaria.

## Celebraciones y notoriedad

La Place du Capitole de Toulouse decorada para el 14 de julio de 1899.

### Desfile militar
El 14 de julio se celebra un desfile de las tropas por la avenida de los Campos Elíseos de París, cuya salida tiene lugar generalmente a las diez de la mañana, justo después del paso de la Patrouille de France y la revista de los diferentes cuerpos armados por parte del presidente de Francia. También se realizan otros desfiles o ceremonias militares en la mayor parte de las grandes ciudades francesas. En Lyon, el desfile se realiza tradicionalmente el 13 de julio.

### Fuegos artificiales

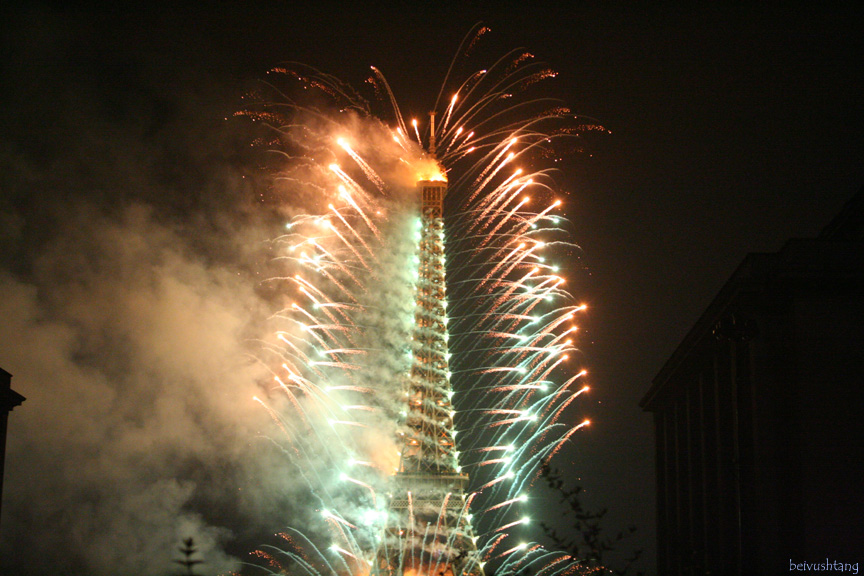
Fuegos artificiales en la Torre Eiffel.

Estos espectáculos nocturnos tienen lugar alrededor de lugares despejados de las ciudades, como explanadas, parques o cuerpos de agua. De un coste alto, los fuegos artificiales son espectáculos muy apreciados, sobre todo cuando son grandiosos. De hecho, muchos municipios no tienen los medios humanos y financieros necesarios para organizarlos. Varias ciudades organizan sus fuegos artificiales la víspera por la tarde, el 13 de julio, si se organizan unos fuegos artificiales más grandes el 14 de julio en una ciudad cercana. Este es el caso de numerosos municipios contiguos a la capital.

### Bailes populares

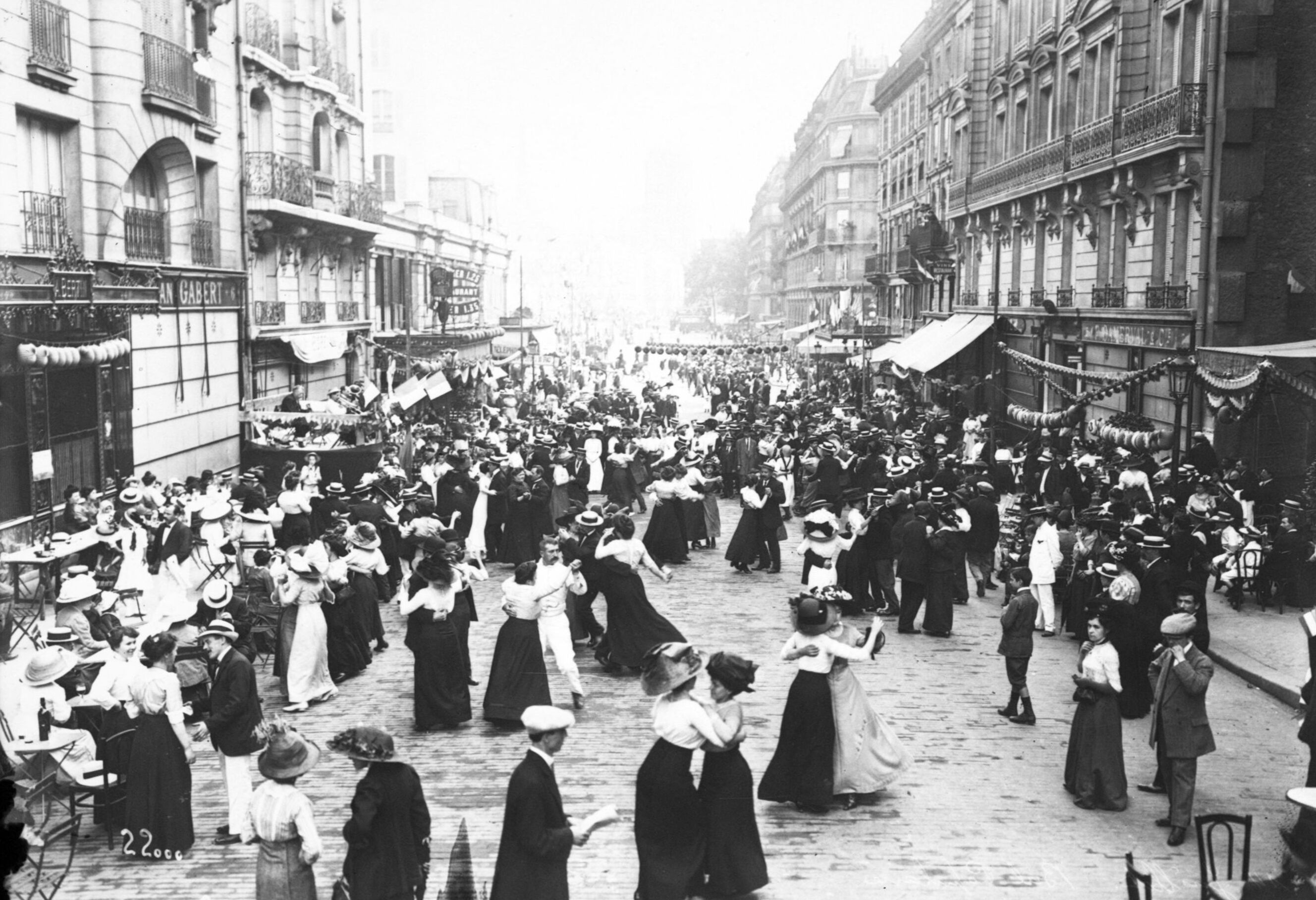
Baile popular del 14 de julio de 1912 en París.

Se organizan numerosos bailes en casi la totalidad de las ciudades del país. Los más populares son los bailes de los bomberos. A menudo, el baile tiene lugar el 13 de julio, víspera de la fiesta, lo que permite ir a trabajar el 15 de julio por la mañana.
Hay tres tipos principales de bailes: el grupo tradicional o fanfarria (llamado banda en el sur del país), el baile de musette, que había caído en desuso entre la década de 1970 y la de 2010, y por último, los más frecuentes, los bailes organizados por orquestas itinerantes especializadas en las fiestas de pueblo.

### Obras de arte
En 1873, Alfred Sisley pintó durante la festividad del 14 de julio La Seine au Point-du-Jour, 14 juillet cerca de la Porte de Saint-Cloud.
En 1875, el mismo artista pintó Jour de Fête à Marly-le-Roi, llamado previamente 14 Juillet à Marly-le-Roi.